# Paddy Fagan
Fionan „Paddy” Fagan (ur. 7 czerwca 1930 w Dublinie, zm. 19 listopada 2014 w Manchesterze) – irlandzki piłkarz, który występował na pozycji skrzydłowego.
Piłkarską karierę rozpoczął w irlandzkim zespole Transport. Następnie grał w Hull City, skąd 24 grudnia 1953 przeszedł do Manchesteru City, w którym zadebiutował dwa dni później w meczu przeciwko Sheffield United. Pierwszą bramkę dla City zdobył 25 września 1954 w wygranych przez City derbach Manchesteru na Maine Road. Łącznie, biorąc pod uwagę rozgrywki ligowe i pucharowe, rozegrał w City 164 mecze i zdobył 35 bramek. W marcu 1960 odszedł do Derby County za 8 tysięcy funtów. Grał jeszcze w Altrincham, Northwich Victoria, Mossley i Ashton United.
Był ośmiokrotnym reprezentantem Irlandii, dla której strzelił 5 goli.